# هستیوس
هستیوس پرینتیوسی (یونانی: Ἑστιαῖος Περίνθιος؛ زادهٔ) فیلسوف، و از شاگردان افلاطون بود.